# أوكسي فلوريد السيلينيوم
أوكسي فلوريد السيلينيوم هو مركب كيميائي صيغته SeO2F2، ويوجد في الشروط القياسية في الطور الغازي. يعرف المركب أيضاً باسم فلوريد السيلينويل.

## التحضير
يمكن أن يحضر المركب من أثر حمض الفلوروكبريتيك على سيلينات الباريوم.

## الخواص
يتميز مركب أوكسي فلوريد السيلينيوم بأنه أكثر نشاطاً كيميائياً من مشابهه البنيوي فلوريد السلفوريل SO2F2، إذ أنه يتحلمه بسهولة، كما يسهل اختزاله.
للمركب بنية رباعية السطوح مشوهة، وتبلغ فيمة زاوية الرابطة O-Se-O مقدار 126.2°، في حين أن زاوية الرابطة O-Se-F فتبلغ 108.0°، أما الرابطة F-Se-F فتبلغ زاويتها مقدار 94.1°. بالنسبة لطول الرابطة Se-F في المركب فهي 1.685 أنغستروم؛ أما الرابطة Se-O فتبلغ 1.575 أنغستروم.

## الاستخدامات
يتفاعل أوكسي فلوريد السيلينيوم مع ثنائي فلوريد الزينون من أجل تحضير المركب الكيميائي FXeOSeF5.